# Thuyền buồm tại Đại hội Thể thao Đông Nam Á 2005
Thuyền buồm tại Đại hội Thể thao Đông Nam Á năm 2005 diễn ra từ ngày 26 tháng 11 đến 2 tháng 12 năm 2005 tại Subic Bay Yacht Club, khu vực Subic Bay Freeport Zone, tỉnh Zambales, Philippines, với sự góp mặt của nhiều vận động viên đến từ khắp các quốc gia Đông Nam Á.
Các nội dung thi đấu theo tiêu chuẩn quốc tế bao gồm 12 bộ huy chương, như RS:X, Formula Windsurfing, Optimist, Laser, Laser Radial, 420, 470 và Hobie 16, trải rộng ở cả nội dung nam, nữ và mở rộng/hỗn hợp. Mặc dù kế hoạch thi đấu kéo dài đến ngày 4 tháng 12, nhưng do điều kiện gió không thuận lợi, BTC đã điều chỉnh lịch để hoàn tất vào ngày 2 tháng 12. Đoàn thể thao Singapore thể hiện sức mạnh vượt trội khi giành tới 7 huy chương vàng, xếp nhất toàn đoàn.

## Bảng huy chương
| Hạng               | Đoàn               | Vàng | Bạc | Đồng | Tổng số |
| ------------------ | ------------------ | ---- | --- | ---- | ------- |
| 1                  | Singapore (SIN)    | 7    | 3   | 1    | 11      |
| 2                  | Thái Lan (THA)     | 2    | 1   | 8    | 11      |
| 3                  | Malaysia (MAS)     | 1    | 3   | 0    | 4       |
| 3                  | Myanmar (MYA)      | 1    | 3   | 0    | 4       |
| 5                  | Philippines (PHI)  | 1    | 1   | 3    | 5       |
| 6                  | Indonesia (INA)    | 0    | 1   | 0    | 1       |
| Tổng số (6 đơn vị) | Tổng số (6 đơn vị) | 12   | 12  | 12   | 36      |

## Tóm tắt kết quả

### Nam
| Nội dung | Vàng                                               | Bạc                                          | Đồng                                             |
| -------- | -------------------------------------------------- | -------------------------------------------- | ------------------------------------------------ |
| RS:X     | German Paz · Philippines                           | I Gusti Made Oka Sulaksana · Indonesia       | Suhaimee Moohammadkasem · Thái Lan               |
| Formula  | Phanutthat Ruamsap · Thái Lan                      | Reneric Moreno · Philippines                 | Tan Wearn Haw · Singapore                        |
| Optimist | Alvin Yeow Jian Shing · Malaysia                   | Sean Lee Teik Ren · Singapore                | Navee Thamsoontorn · Thái Lan                    |
| Laser    | Maximillian Soh Khyan Tat · Singapore              | Mohamed Romzi Mahamad · Malaysia             | Manat Phothong · Thái Lan                        |
| 420      | Singapore · Teo Wee Chin · Terence Koh             | Myanmar · Nay La Kyaw · Min Min              | Thái Lan · Paradon Chuasanga · Krisanasak Phibun |
| 470      | Myanmar · Maung Aung Myin Thu · Sai Pyae Sone Hein | Singapore · Roy Tay Jun Hao · Chung Pei Ming | Philippines · Ridgely Balladares · Rommel Chavez |

### Nữ
| Nội dung     | Vàng                                                | Bạc                                      | Đồng                                              |
| ------------ | --------------------------------------------------- | ---------------------------------------- | ------------------------------------------------- |
| Optimist     | Griselda Khng · Singapore                           | Rufina Tan · Malaysia                    | Benjamas Poonpat · Thái Lan                       |
| Laser Radial | Lo Man Yi · Singapore                               | Tiffany Koo Yee Chin · Malaysia          | Sinsupa Wannasuth · Thái Lan                      |
| 420          | Singapore · Siobhan Tam Shiu Wun · Dawn Liu Xiaodan | Myanmar · Su Sandar Wai · Zin April Aung | Thái Lan · Duanghathai Booncherd · Janjira Meesap |
| 470          | Singapore · Toh Liying · Tok Lee Ching              | Myanmar · Saw Sue Myat Soe · New New San | Thái Lan · Wandee Vongtim · Yupa Sunnawat         |

### Mở rộng & hỗn hợp
| Nội dung | Vàng                                           | Bạc                                              | Đồng                                               |
| -------- | ---------------------------------------------- | ------------------------------------------------ | -------------------------------------------------- |
| 420      | Singapore · Xu Yuan Zhen · Justin Wong Ming Ho | Thái Lan · Wiwat Poonpat · Kitipong Khambang     | Philippines · Rafael Buitre · Richly Magsanay      |
| Hobie 16 | Thái Lan · Damrongsak Vongtim · Sakda Vongtim  | Singapore · Melcom Huang Jinjie · Chung Pei Quan | Philippines · Louie Perfectua · Mark Gil Francisco |

## Kết quả chi tiết

### 420mở rộng Nam
| Hạng | Vận động viên | Trợ lý              | Chặng đua | Chặng đua | Chặng đua | Chặng đua | Chặng đua | Chặng đua | Chặng đua | Chặng đua | Chặng đua | Chặng đua | Tổng điểm | Điểm rút gọn |
| Hạng | Vận động viên | Trợ lý              | 1         | 2         | 3         | 4         | 5         | 6         | 7         | 8         | 9         | 10        | Tổng điểm | Điểm rút gọn |
| ---- | ------------- | ------------------- | --------- | --------- | --------- | --------- | --------- | --------- | --------- | --------- | --------- | --------- | --------- | ------------ |
| 1    | Xu Yuan Zhen  | Wong Ming Ho Justin | 1         | 1         | 1         | 2         | 1         | 2         | 3         | 2         | 1         | 1         | 15        | 10           |
| 2    | Wiwat Poonpat | Kitipong Khambang   | 4         | 3         | 3         | 1         | 2         | 1         | 1         | 1         | 4         | 2         | 22        | 14           |
| 3    | Rafael Buitre | Richly Magsanay     | 2         | 2         | 2         | 4         | 4         | 4         | 2         | 3         | 2         | 3         | 28        | 20           |
| 4    | Yan Myo Aung  | Zaw One             | 3         | 4         | 4         | 3         | 3         | 3         | 4         | 5 1       | 3         | 4         | 36        | 27           |

1) Bị loại.

### 420Nam
| Hạng | Vận động viên     | Trợ lý               | Chặng đua | Chặng đua | Chặng đua | Chặng đua | Chặng đua | Chặng đua | Chặng đua | Chặng đua | Chặng đua | Chặng đua | Tổng điểm | Điểm rút gọn |
| Hạng | Vận động viên     | Trợ lý               | 1         | 2         | 3         | 4         | 5         | 6         | 7         | 8         | 9         | 10        | Tổng điểm | Điểm rút gọn |
| ---- | ----------------- | -------------------- | --------- | --------- | --------- | --------- | --------- | --------- | --------- | --------- | --------- | --------- | --------- | ------------ |
| 1    | Teo Wee Chin      | Terence Koh          | 2         | 1         | 1         | 2         | 6 1       | 1         | 5         | 2         | 1         | 1         | 22        | 11           |
| 2    | Nay La Kyaw       | Min Min              | 4         | 3         | 2         | 3         | 1         | 2         | 1         | 1         | 2         | 4         | 23        | 15           |
| 3    | Paradon Chuasanga | Krisanasak Phibun    | 1         | 6 1       | 6 1       | 1         | 2         | 3         | 2         | 5         | 3         | 3         | 32        | 20           |
| 4    | Emerson Villena   | Lester Troy Tayong   | 3         | 2         | 3         | 4         | 4         | 4         | 3         | 3         | 5         | 5         | 36        | 26           |
| 5    | Murhadi bin Usman | Setiyawan bin Jazari | 5         | 4         | 4         | 5         | 3         | 5         | 4         | 4         | 4         | 2         | 40        | 30           |

1) Bị loại

### 470Nam
| Hạng | Vận động viên           | Trợ lý             | Chặng đua | Chặng đua | Chặng đua | Chặng đua | Chặng đua | Chặng đua | Chặng đua | Chặng đua | Chặng đua | Chặng đua | Tổng điểm | Điểm rút gọn |
| Hạng | Vận động viên           | Trợ lý             | 1         | 2         | 3         | 4         | 5         | 6         | 7         | 8         | 9         | 10        | Tổng điểm | Điểm rút gọn |
| ---- | ----------------------- | ------------------ | --------- | --------- | --------- | --------- | --------- | --------- | --------- | --------- | --------- | --------- | --------- | ------------ |
| 1    | Maung Aung Myin Thu     | Sai Pyae Sone Hein | 2         | 1         | 2         | 2         | 3         | 4         | 1         | 3         | 1         | 3         | 14        | 14           |
| 2    | Tay Jun Hao Roy         | Chung Pei Ming     | 1         | 4         | 3         | 3         | 2         | 2         | 2         | 1         | 3         | 4         | 25        | 17           |
| 3    | Ridgely Balladares      | Rommel Chavez      | 3         | 3         | 4         | 1         | 1         | 1         | 3         | 4         | 5 1       | 2         | 27        | 8            |
| 4    | Teerapong Watiboonruang | Pongwichean        | 4         | 2         | 1         | 4         | 4         | 3         | 4         | 2         | 2         | 1         | 27        | 19           |

1) Bị loại.

### Hobie 16Nam
| Hạng | Vận động viên      | Trợ lý              | Chặng đua | Chặng đua | Chặng đua | Chặng đua | Chặng đua | Chặng đua | Chặng đua | Chặng đua | Chặng đua | Chặng đua | Tổng điểm | Điểm rút gọn |
| Hạng | Vận động viên      | Trợ lý              | 1         | 2         | 3         | 4         | 5         | 6         | 7         | 8         | 9         | 10        | Tổng điểm | Điểm rút gọn |
| ---- | ------------------ | ------------------- | --------- | --------- | --------- | --------- | --------- | --------- | --------- | --------- | --------- | --------- | --------- | ------------ |
| 1    | Damrongsak Vongtim | Sakda Vongtim       | 2         | 1         | 2         | 2         | 1         | 1         | 1         | 1         | 1         | 1         | 13        | 9            |
| 2    | Chong Pei Quan     | Huang Jinjie Melcom | 1         | 2         | 1         | 1         | 2         | 2         | 2         | 2         | 2         | 2         | 17        | 13           |
| 3    | Louie Perfectua    | Mark Gil Francisco  | 3         | 3         | 3         | 3         | 3         | 3         | 3         | 3         | 3         | 3         | 30        | 24           |